# SE União Cacoalense
SE União Cacoalense is een Braziliaanse voetbalclub uit Cacoal in de staat Rondônia, beter bekend als Morumbi. 

## Geschiedenis
De club werd opgericht in 1982. In 2002 nam de club deel aan de Copa Norte, maar werd daar in de eerste ronde uitgeschakeld. De club won het Campeonato Rondoniense in 2003 en 2004. In 2008 degradeerde de club uit de hoogste klasse en keerde daarna nog terug in 2012 en 2014. In 2019 keerde de club opnieuw terug. 

## Erelijst
Campeonato Rondoniense
2003, 2004